# Сайкудук
Сайкудук (каз. Сайқұдық) — село в Акжаикском районе Западно-Казахстанской области Казахстана. Входит в состав Курайлысайского сельского округа. Код КАТО — 273265300.

## Население
В 1999 году население села составляло 1062 человека (508 мужчин и 554 женщины). По данным переписи 2009 года, в селе проживало 840 человек (432 мужчины и 408 женщин).

## Уроженцы
- Бержанов, Картбай Бекемович